# Catarhoe derufata
Catarhoe derufata är en fjärilsart som beskrevs av Barend J. Lempke 1950. Catarhoe derufata ingår i släktet Catarhoe och familjen mätare. Inga underarter finns listade i Catalogue of Life.